# 异雄柳
异雄柳（学名：Salix heterostemon）为杨柳科柳属下的一个种。
特征 
直立小灌木。小枝粗，径约3(-3.8)毫米，栗褐色。叶倒卵状披针形，长20-25毫米，宽10-14毫米，基部微急尖，上面暗绿色，下面苍白色，侧脉8-11对，高起，幼叶上面沿脉有短柔毛，下面散生绢质长柔毛，后无毛，叶柄短，长2-4毫米。雄花序長2.5-4.5厘米，粗约5毫米；雌花序長2.7-4厘米，粗约3毫米，花序梗明显，长1.5-2厘米，有3-5叶；雄蕊4，2长2短，长者花丝长2毫米，短者长0.5毫米；苞片倒卵形，无毛；腹腺圆柱形，粗壮，长0.7-1毫米，单1或基部有1小裂片，背腺极小或无；子房卵状圆锥形，长1.7毫米，无柄，无毛，花柱与柱头短小，微浅裂；苞片同雄花，与子房近等长；仅有腹腺，长约为子房的一半。花期5月底。

## 扩展阅读
- 維基物種上的相關：异雄柳